# 十島のうた
「十島のうた」（としまのうた）は、日本の鹿児島県鹿児島郡十島村が制定した村歌である。作詞・内田敬造、作曲・迫田武資。

## 解説
島嶼町村制により現在のトカラ列島（下七島）と上三島の区域を併せて成立した十島村（じっとうそん）が第二次世界大戦後に北緯30度線を境界として南北に分断され、1952年（昭和27年）にアメリカ合衆国から日本へ返還された下七島の区域を以て新たに発足した十島村（としまむら）の村歌である。1960年（昭和35年）11月に制定されたのち、村内各島の行事や本土と各島を往来するフェリーとしま2船内で寄港を知らせる際に演奏されている。
歌詞は全4番から成り、歌い出しは東シナ海の南北に点在するトカラ列島の地勢を、また3番では1970年（昭和45年）に無人島となった臥蛇島の灯台と村内最高峰の諏訪之瀬岳（諏訪之瀬島）を地域の情景として取り上げている。
2001年（平成13年）には村教育委員会の事業としてCD音源の新録が行われた。2022年（令和4年）、トカラ列島の日本返還および現十島村の発足70周年記念碑が鹿児島市泉町の十島村役場前に設置されたが、この記念碑では前面のボタンを押すと「十島のうた」が演奏されるようになっている。

### としまのうたストレッチ
2006年（平成18年）に「十島のうた」をBGMとする村民体操「としまのうたストレッチ」が考案された。2020年（令和2年）から新型コロナの影響により往来が著しく制限されたことを契機に、村役場ではYouTubeを通じて体操の普及活動を行っている。